# 中山秀三郎

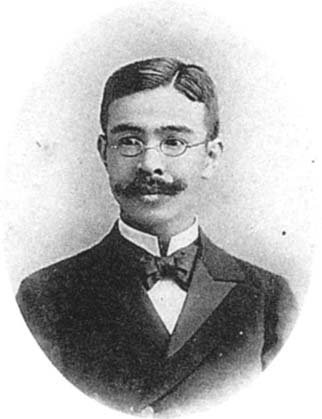
中山秀三郎

中山 秀三郎（なかやま ひでさぶろう、1865年1月21日（元治元年12月24日） - 1936年（昭和11年）11月19日）は、明治から昭和時代の土木工学者、内務技師、逓信技師、東京帝国大学名誉教授。工学博士。

## 経歴・人物
中山善之進の三男として、三河国額田郡奥殿村（現・愛知県岡崎市奥殿町）にて生まれる。1912年（大正元年）7月、兄の眞琴の跡を継ぐ。1888年（明治21年）帝国大学工科大学土木科を卒業し、関西鉄道会社技師として2年の実務経験を経て、1890年（明治23年）同大助教授。
1896年（明治29年）河海工学研究のため欧米へ留学し、帰国後、1898年（明治31年）同大教授。この間、帝国経済会議、学術研究会議、土木会議等会員を歴任。ほか、1910年（明治43年）内務技師を兼任し臨時発電水力調査局に出仕、1918年（大正7年）逓信技師を兼任するなど港湾、水力発電、河川、砂防植林などに関与。1899年（明治32年）着工の横浜港埠頭工事に潜函工法を日本で初めて使用するなど国内の河川港湾学の発展に貢献した。1926年（大正15年）退官し、名誉教授。1934年（昭和9年）帝国学士院会員。

## 栄典
- 1900年（明治33年）2月20日 - 従六位[8]
- 1912年（明治45年）4月30日 - 従四位[9]

## 親族
- 妻：よし（長州藩士、内務官僚・中村孝禧の次女）[3][5]
- 次女：幾（文部官僚・河原春作の妻）[5]